# Onthophagus carayoni
Onthophagus carayoni är en skalbaggsart som beskrevs av Yves Cambefort 1986. Onthophagus carayoni ingår i släktet Onthophagus och familjen bladhorningar. Inga underarter finns listade i Catalogue of Life.